# Autostrada A602 (Niemcy)
Autostrada federalna A602 (niem. Bundesautobahn 602 (BAB 602), także Autobahn 602 (A602)) – autostrada w Niemczech przebiegająca z zachodu na wschód, łącząca autostradę A1 z drogą B49 w Trewirze w Nadrenii-Palatynacie.
Arterię oddano w całości do użytku w 1975 roku, natomiast numerację węzłów w ciągu trasy ustanowiono dopiero w 2007 roku.

## Odcinki międzynarodowe
Droga pomiędzy węzłem Trier-Ehrang z autostradą A64a (do 2021 r. drogą B52) a skrzyżowaniem z autostradą A1 jest częścią trasy europejskiej E44.